# Embrassons-nous, Folleville !

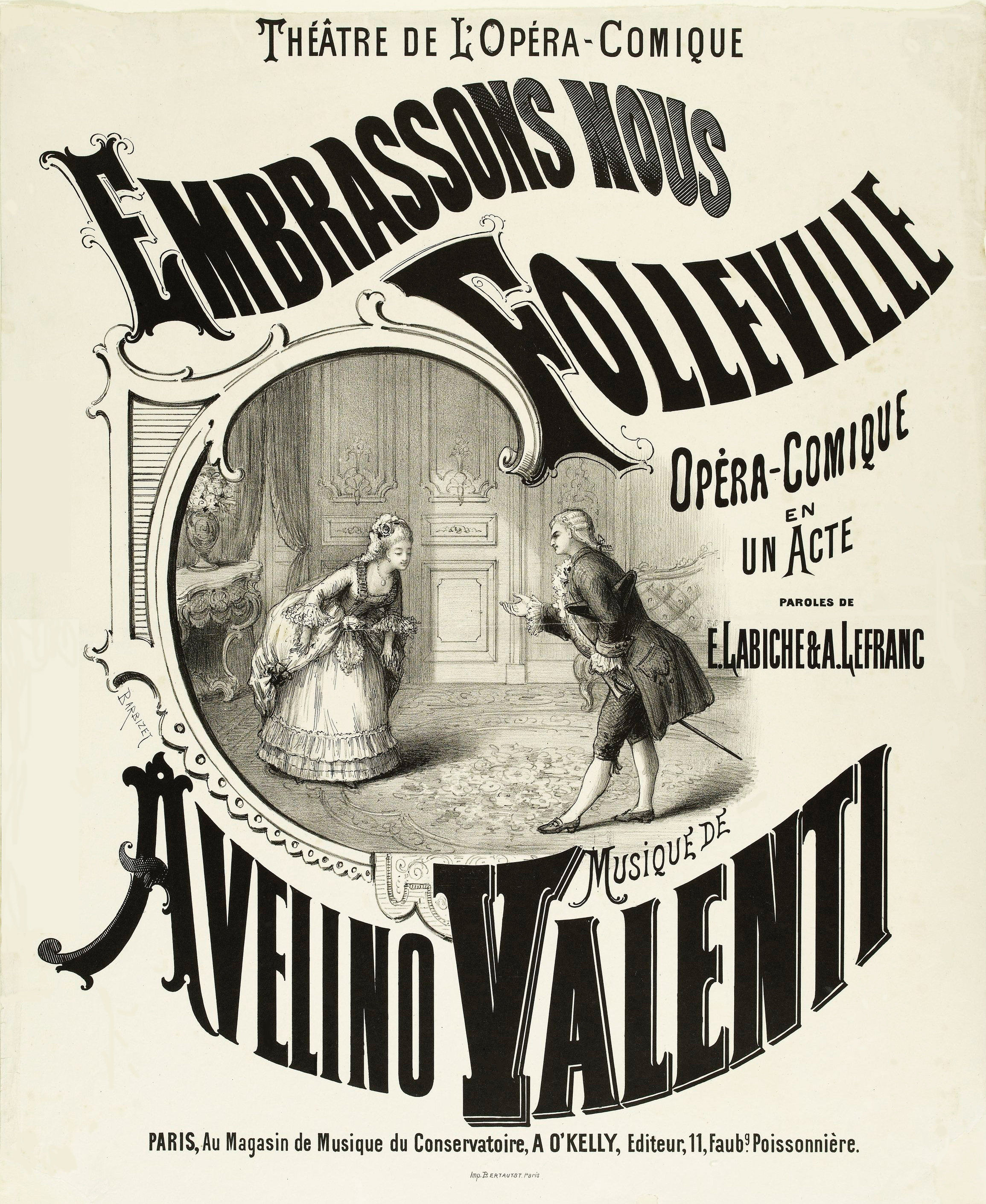
Affiche de l'opérette créée par Eugène Labiche et Auguste Lefranc d'après leur pièce éponyme au Théâtre national de l'Opéra-Comique en 1879.

Embrassons-nous, Folleville ! est une comédie-vaudeville d'Eugène Labiche et Auguste Lefranc, représentée pour la première fois à Paris au théâtre du Palais-Royal le 6 mars 1850. Elle fut adaptée en opérette sur une musique de Valenti en 1879.
« Embrassons-nous, Folleville ! » est devenu par extension une expression ironique désignant des démonstrations d'amitié ou de joie qui permettent d'oublier les différends ou qui occultent les problèmes.

## Argument
Au temps du règne de Louis XV, le marquis de Manicamp est un homme enthousiaste, expansif, vif et emporté. Il le sait, il le dit. Il pense que tout le monde partage ses goûts et ses idées, et d’ailleurs il ne supporterait pas le contraire. À la suite d'une tumultueuse chasse au canard aux environs de Versailles, il s’est mis en tête de marier sa fille Berthe au timide Folleville. Or ce dernier n’a jamais pu lui dire que c’était impossible, son mariage avec sa cousine Aloïse étant déjà arrêté entre leurs deux familles.
Chaque tentative de Folleville pour expliquer le problème est immédiatement interrompue par un flot de démonstrations affectueuses de la part de Manicamp, « Embrassons-nous, Folleville ! », et par des avancées dans l’organisation du mariage : la corbeille, la bague, le Prince de Conti prévenu, le contrat. 
« Ah çà, il m’enlace ! il me garrotte ! », ne peut que se dire Folleville. Si les choses continuaient ainsi, il est vraisemblable que ce dernier, entraîné par la volonté impétueuse de Manicamp, se retrouverait marié contre sa volonté. Mais voilà que le vicomte de Chatenay se présente. Il vient de tomber éperdument amoureux de Berthe, pour la raison insolite qu’elle l’a giflé en public. Il vient demander sa main, et il ne pourrait pas concevoir qu’on la lui refusât.

## Distribution
|                                                                                             |  |  |
| Le comédien Derval (le vicomte de Chatenay) et l'actrice Scriwaneck dans le rôle de Berthe. |  |  |

| Personnages                      | Créateurs  |
| -------------------------------- | ---------- |
| Le marquis de Manicamp           | Sainville  |
| Le vicomte de Chatenay           | Derval     |
| Le chevalier de Folleville       | Lacourière |
| Berthe, fille de Manicamp        | Scriwaneck |
| Un chambellan du prince de Conti | M. Rémi    |

## Analyse
La situation comique vient de la juxtaposition d’un timide et passif Folleville et de trois caractères bouillonnants, Manicamp, Chatenay et Berthe. L’action rapide et tourbillonnante ne laisse aucun répit au spectateur. Cette pièce connut un vif succès.

## Quelques répliques
« On ne peut pas ne pas aimer ma fille ! » (Argument ultime de Manicamp, scènes II, VIII et IX)

« Ne pas épouser ma fille, vous, mon meilleur ami ? Je vous égorgerais plutôt ! » (scène VIII)

« Vous êtes trop aimable... 

— Mon projet n’est pas d’être aimable... 

— Vous n’aimez pas à changer vos habitudes... » (scène XV)

« Non, je ne bois du vin que lorsque je suis de bonne humeur... 

— Diable !... une bouteille doit vous durer longtemps... » (scène XV)